# Бейкон (округ)
Бе́йкон (англ. Bacon County) — округ штата Джорджия, США. Население округа на 2000 год составляло 10103 человек. Административный центр округа — город Алма.

## История
Округ Бейкон основан в 1914 году.

## География
Округ занимает площадь 738.1 км2.

## Демография
Согласно Бюро переписи населения США, в округе Бейкон в 2000 году проживало 10103 человек. Плотность населения составляла 13.7 человек на квадратный километр.